# Potamophila
Potamophila es un género de plantas herbáceas,  perteneciente a la familia de las poáceas. Es originario de Australia.

## Etimología
El nombre del género deriva de las palabras griegas potamos (río) y --philus (amor), en alusión del hábitat de la especie. 

## Especies
- Potamophila leersioides
- Potamophila letestui
- Potamophila parviflora
- Potamophila prehensilis
- Potamophila schliebenii